# Мартін Шин
Ма́ртін Шин (англ. Martin Sheen, справжнє ім'я Рамон Антоніо Герардо Естевес; нар. 3 серпня 1940, Дейтон, Огайо, США)  — американський актор, продюсер, лауреат премії Еммі (1986) та «Золотий глобус» (2001). Відомий своїми ролями у таких фільмах: «Пу́стки» (1973), «Апокаліпсис сьогодні», (1979), «Волл-стріт» (1987), «Геттісберг» (1993), «Відступники» (2006) та у телевізійному серіалі «Західне крило» (1999—2006).

## Біографія
Мартін Шин народився у місті Дейтон в іспано-ірландській сім'ї. Його батько  — Франціско Естевес Мартінес (англ. Francisco Estévez Martinez, 1898—1974), іспанець, який іммігрував на Кубу, де працював на плантаціях цукрової тростини, потім переїхав до США. Мати  — Меррі Енн Естевес (англ. Mary-Ann Estévez, до шлюбу Фелан (англ. Phelan, 1903—1951)), ірландка, була членом ІРА, задля її ж безпеки була відправлена до США, померла, коли Мартіну Шину було 11 років.
Деякий час родина мешкала на Бермудських островах у 1950-их та 1960-их роках, де батько Мартіна, Франціско, працював представником компанії IBM, продаючи касові апарати та комп'ютери, які тільки-но з'явилися.

### Кар'єра
Рамон Антоніо Герардо Естевес узяв сценічний псевдонім Шин із поваги до католицького архієпископа і теолога Фултона Джея Шина. Мартін Шин змалку хотів стати актором, проте його батько був проти такого захоплення свого сина. Попри це, Мартін позичив певну суму в місцевого священика та вирушив до Нью-Йорка, де вступив до театральної трупи.

### Особисте життя
Мартін Шин одружився із Дженет Темплтон (англ. Janet Templeton) 23 грудня 1961 року (2011 року пара відсвяткувала золоте весілля). Мартін Шин — засновник кінодинастії. У цьому шлюбі Мартін має чотирьох дітей — Еміліо Естевеса (нар.1962), Рамона Естевеса (англ. Ramon Estevez, 7 серпня 1963 (61 рік)), Чарлі Шина (англ. Charlie Sheen, 3 вересня 1965 (59 років)), Рене Естевес (англ. Renée Estevez, 2 квітня 1967 (58 років))  — вони всі також актори. У Мартіна Шина є сестра  — Кармен Естевес.

## Основна фільмографія
- 2019 — Princess of the Row / Джон Остін
- 2017 — The World Is My Country (документальний) / камео — приз журі Global Nonviolent Film Festival
- 2012 — Mass Effect 3 (комп. гра) / Привид (Illusive Man), озвучення — премія BTVA People's Choice Voice Acting Award
- 2011 — Дні Стелли (Stella Days) / отець Деніел Баррі
- 2010 — Шлях (The Way) / Том
- 2009 — Дитина (Chamaco) / д-р Френк Ірвін
- 2007 — Поговори зі мною (Talk to Me) / Е. Дж. Сондерлінг — премія Gotham Independent Film Award
- 2006 — Відступники (The Departed) / капітан Квінан — премія COFCA Award, NBR Award (National Board of Review, USA), «Супутник»
- 2006 — Боббі (Bobby) / Джек Стівенс — премія Hollywood Film Award
- 1999—2006 — Західне крило (The West Wing, серіал) / президент Джосія Бартлет (головна роль) — 6 номінацій на премію Primetime Emmy, 4 номінації на премію Golden Globe, нагородження преміями: Golden Globe (2001), ALMA Award, TV Guide Award (2000, 2001), Q Award (2000, Viewers for Quality Television Awards), дві премії Actor (Screen Actors Guild Awards, 2002), премія Golden Satellite Award (Satellite Awards, 2000), дві премії OFTA Television Award (Online Film & Television Association)
- 2005 — Два з половиною чоловіки (Two and a Half Men, серіал) / Гарві (епізод «Sleep Tight, Puddin' Pop») — номінація на премію Primetime Emmy
- 1998 — Вавилон-5: Ріка душ (Babylon 5: The River of Souls, телефільм) / Мисливець за душами
- 1998 — Snitch (або Monument Ave.) / Генлон
- 1997 — Medusa's Child (телефільм) / президент
- 1997 — Screen One (серіали) / Аврора Скиппер (епізод «Hostile Waters»)
- 1996 — Війна в домі (The War at Home) / Боб Кольєр
- 1993 — Мерфі Браун (Murphy Brown, серіал) / Нік Броуді (епізод «Angst for the Memories») — премія Primetime Emmy
- 1990 — Cadence / Мак-Кінні
- 1989 — Нічник (Nightbreaker, телефільм) / д-р Александер Браун — Золотий спеціальний приз журі (WorldFest Houston, 1989)
- 1987 — CBS Schoolbreak Special (телешоу) / Джо Сандерс (випуск «My Dissident Mom») — премія Daytime Emmy та ще 2 номінації
- 1984 — The Guardian (телефільм) / Чарлі Гаятт
- 1983 — Кеннеді (Kennedy, серіал) / Джон Кеннеді (3 епізоди) — номінація на премію BAFTA TV Award
- 1970—1980 — Insight (серіал) / різні ролі (10 епізодів) — премія Daytime Emmy (за епізод «A Long Road Home»
- 1979 — Blind Ambition (серіал) / Джон Дін
- 1979 — Апокаліпсис сьогодні (Apocalypse Now) / капітан Бенджамін Віллард — премія Fotogramas de Plata, номінація на премію BAFTA Film Award
- 1978 — Taxi!! (телефільм) / таксист — номінація на премію Primetime Emmy
- 1974 — The Execution of Private Slovik (телефільм) / Едді Словік — номінація на премію Primetime Emmy
- 1973 — Пустки (Badlands) / Кіт — премія Prize San Sebastián (San Sebastián International Film Festival)
- 1968 — The Subject Was Roses / Тіммі Клірі

## Нагороди
- Чарлі Шин десять разів номінований на прайм-тайм премію Еммі (у період 1974—2006 років), вісім — на премію «Золотий глобус» (1969—2004, здобув 2001-го) та двічі — на премію БАФТА (кіно — 1980, ТБ — 1984).
- 22 серпня 1989 року — на честь актора відкрита зірка на голлівудський Алеї слави (1500 Vine Street)

| Роки | Нагороди                                                           | Категорії | Роботи                                                              |
| ---- | ------------------------------------------------------------------ | --- | ------------------------------------------------------------------- |
| 2020 | Jury Prize (Global Nonviolent Film Festival)                       | Найкращий історичний документальний фільм (разом з продюсеркою Мелані Беннетт та режисером Артуром Канеґісом)                                               | «The World Is My Country» (2017)                                    |
| 2013 | BTVA People's Choice Voice Acting (Behind the Voice Actors Awards) | Найкраща група озвучення комп'ютерної гри (разом з іншими акторами)                                                                                         | Mass Effect 3                                                       |
| 2011 | Career Achievement Award (Chicago International Film Festival)     | |                                                                     |
| 2007 | COFCA Award (Central Ohio Film Critics Association)                | Найкращий акторський склад (разом з іншими акторами) | «Відступники»                                                       |
| 2007 | Gotham Independent Film Award                                      | Найкращий акторський склад (разом з іншими акторами) | «Talk to Me»                                                        |
| 2006 | Hollywood Film Award                                               | Акторський склад року (разом з іншими акторами) | «Bobby»                                                             |
| 2006 | NBR Award (National Board of Review, USA)                          | Найкращий акторський склад (разом з іншими акторами) | «Відступники»                                                       |
| 2006 | Satellite Award                                                    | Найкращий акторський склад кінофільму (разом з іншими акторами)                                                                                             | «Відступники»                                                       |
| 2002 | Actor (Screen Actors Guild Awards)                                 | Найкращий виконавець чоловічої ролі драматичного серіалу | «Західне крило»                                                     |
| 2002 | Actor (Screen Actors Guild Awards)                                 | Найкращий акторський склад драматичного серіалу (разом з іншими акторами)                                                                                   | «Західне крило»                                                     |
| 2001 | ALMA Awards                                                        | Найкращий актор телесеріалу | «Західне крило»                                                     |
| 2001 | Golden Globes, USA                                                 | Найкращий актор драматичного телесеріалу | «Західне крило»                                                     |
| 2001 | WinnerLifetime Achievement Award (Nosotros Golden Eagle Awards)    | |                                                                     |
| 2001 | OFTA Television Award (Online Film & Television Association)       | Найкращий актор драматичного серіалу | «Західне крило»                                                     |
| 2001 | Actor (Screen Actors Guild Awards)                                 | Найкращий актор драматичного серіалу | «Західне крило»                                                     |
| 2001 | Actor (Screen Actors Guild Awards)                                 | Найкращий акторський склад драматичного серіалу (разом з іншими акторами)                                                                                   | «Західне крило»                                                     |
| 2001 | TV Guide Award                                                     | Актор року в драматичному серіалі | «Західне крило»                                                     |
| 2000 | WinnerLifetime Achievement Award (Nosotros Golden Eagle Awards)    | |                                                                     |
| 2000 | OFTA Television Award (Online Film & Television Association)       | Найкращий актор нового драматичного серіалу | «Західне крило»                                                     |
| 2000 | Golden Satellite Award                                             | Найкращий актор драматичного серіалу | «Західне крило»                                                     |
| 2000 | TV Guide Award                                                     | Найкращий актор у новому серіалі | «Західне крило»                                                     |
| 2000 | Q Award (Viewers for Quality Television Awards)                    | Найкращий актор якісного драматичного серіалу | «Західне крило»                                                     |
| 1998 | Lifetime Achievement Award (Imagen Foundation Awards)              | |                                                                     |
| 1994 | Primetime Emmy Awards                                              | Найкращий запрошений актор у комедійному серіалі | «Мерфі Браун» (роль — Нік Броді в епізоді «Angst For The Memories») |
| 1989 | WinnerGold Special Jury Award (WorldFest Houston)                  | Найкращий телевізійний або кабельний продукт (разом з виконавчим подюсером Джеффрі Ауербахом, продюсером Вільямом Грінблаттом та режисером Пітером Марклом) | «Nightbreaker»                                                      |
| 1986 | Daytime Emmy Awards                                                | Найкращі особисті досягнення — режисер дитячої програми, серіалу або фільму                                                                                 | «CBS Schoolbreak Special» (епізод «Babies Having Babies»)           |
| 1981 | Daytime Emmy Awards                                                | Найкращі особисті досягнення — актор у релігійній програмі                                                                                                  | «Insight» (епізод «A Long Road Home»)                               |
| 1980 | Fotogramas de Plata                                                | Найкращий іноземний кіноактор | «Апокаліпсис сьогодні»                                              |
| 1974 | Prize San Sebastián (San Sebastián International Film Festival)    | Найкращий актор | «Безплідні землі»                                                   |